# Giuseppe Azzini
Giuseppe Azzini (Gazzuolo, 26 marzo 1891 – Ospedaletti, 11 novembre 1925) è stato un ciclista su strada italiano; professionista tra il 1912 ed il 1925, conta la vittoria di quattro tappe al Giro d'Italia. Era fratello di Luigi ed Ernesto.

## Carriera
Corse per le più grandi squadre italiane dell'epoca, come la Legnano, la Bianchi, la Stucchi e la Maino. Da dilettante fu campione italiano nel 1911. Si distinse soprattutto come passista e fu gregario di Costante Girardengo. Partecipò a sei edizioni del Giro d'Italia tra il 1913 ed il 1922, vincendo quattro tappe. Morì di tisi a soli 34 anni.

## Palmarès
- 1911 (dilettanti)

Giro dell'Umbria
Campionati italiani, Prova in linea Dilettanti
- 1913 (OTAV, tre vittorie)

4ª tappa Giro d'Italia (Roma > Salerno)
5ª tappa Giro d'Italia (Salerno > Bari)
Milano-Torino
- 1914 (Bianchi, due vittorie)

4ª tappa Giro d'Italia (Roma > Avellino)
5ª tappa Giro d'Italia (Avellino > Bari)

### Altri successi
- 1909 (dilettanti)

Classifica non accasati Giro d'Italia
- 1920 (Bianchi)

Prova dell'australiana Giro della Provincia di Milano (con Gaetano Belloni)
- 1921 (Stucchi)

Giro della Provincia di Milano (con Costante Girardengo)

## Piazzamenti

### Grandi giri
- Giro d'Italia

1913: 3º
1914: ritirato
1919: ritirato
1920: ritirato
1921: ritirato
1922: ritirato
- Tour de France

1919: non partito

### Classiche monumento
- Milano-Sanremo

1912: 27º
1914: 20º
1915: 5º
1919: 4º
1920: 4º
1921: 3º
1923: 3º
- Parigi-Roubaix

1920: 8º
- Giro di Lombardia

1914: 2º
1918: 6º
1920: 4º
1921: 16º
1922: 2º